# Karenni
I karenni (anche conosciuti karen rossi) sono una sub-etnia del popolo karen che vive nello Stato Kayah della Birmania, una zona interdetta ai visitatori. Ci sono sette principali gruppi di karenni: i kekhu, i bre, i kayah, gli yangtalai, i geba, i zayein e i paku. In questi gruppi ci sono ulteriori suddivisioni. Tutti questi sono etnicamente collegati assieme e co-esistono pacificamente.

## Storia
Questo gruppo etnico era inizialmente di religione animista, analogamente ad altre etnie birmane. In epoca coloniale i missionari battisti e cattolici convertirono la popolazione al Cristianesimo. L'appellativo karen rossi fa riferimento al colore degli indumenti tradizionali di questo popolo e alla somiglianza di tali abiti con quelli di alcune tribù kayin, il ché indusse in inganno i colonizzatori che classificarono questa etnia come karen.
I leader karenni rivendicano antiche tradizioni di indipendenza, tuttavia è possibile che il concetto di autodeterminazione di questo gruppo sia nato successivamente dai capi kayah che adottarono il titolo di sawbwa, lo stesso dei sovrani shan del nord. Questi titoli furono riconosciuti dagli inglesi, che con un trattato stipulato nel 1875 con il re Mindon riconobbero ufficialmente l'indipendenza della regione occidentale dei karenni. Durante l'amministrazione britannica questo Stato mantenne sempre l'indipendenza dal resto della Birmania coloniale.
La costituzione del 1947 concedeva allo Stato Karenni il diritto di secessione dopo un periodo di prova di dieci anni. Ma nell'agosto del 1948 il leader karenni U Bee Htu Re fu assassinato dalla polizia governativa. Ciò scatenò una rivolta armata che avrebbe interessato lo Stato Karenni per diversi decenni. Nel 1952 lo Stato Karenni venne rinominato in Stato Kayah, e nel 1974 venne abrogato il diritto alla secessione che era stato concesso ai karenni con la costituzione del 1947.
Negli anni successivi il governo centrale ha cercato di reprimere ogni tentativo di autodeterminazione dei karenni, L'operazione "quattro tagli" portata avanti dal regime ha trasferito coattamente intere comunità, producendo un gran numero di rifugiati e sfollati sulle colline. Al contempo, molti cittadini birmani sono stati incentivati a migrare nello Stato Kayah, contribuendo ad un'assimilazione forzata del popolo karenni, alcuni dei quali sono stati impiegati come facchini o come operai sulla ferrovia Kalaw-Loikaw. Non si conosce il numero esatto di vittime di queste azioni.

## Descrizione e distribuzione
I karenni costituiscono meno dell'1% della popolazione totale della Birmania e si dedicano prevalentemente all'agricoltura, attività portata avanti anche dai loro antenati. Alcuni di essi vivono nella provincia di Mae Hong Son, in Thailandia.